# Pfizer Forschungspreis (Deutschland)
Der Pfizer Forschungspreis (auch Pfizer-Preis) war in Deutschland ein von 2002 bis 2009 vergebener Wissenschaftspreis. Von 1967 bis 2001 wurde der Preis unter dem Namen Goedecke Forschungspreis (auch Gödecke-Preis) verliehen.
Der Preis ist nicht zu verwechseln mit dem gleichnamigen in der Schweiz verliehenen Forschungspreis, siehe Pfizer Forschungspreis (Schweiz).

## Geschichte
Der Goedecke-Forschungspreis wurde 1966 aus Anlass des 100-jährigen Bestehens von dem Pharmakonzern Goedecke (heute Pfizer-Konzern) gestiftet. Mit dem Forschungspreis wurden herausragende wissenschaftliche Arbeiten aus den Gebieten der Biologie, Chemie, Pharmazie, Forstwissenschaft, Geowissenschaft, Mathematik, Medizin und Physik ausgezeichnet. Sowohl die Nominierung von Kandidaten als auch die Verleihung der Preise erfolgte ausschließlich nach fachlichen und wissenschaftlichen Kriterien durch eine externe Jury, der stiftende Konzern nahm keinen Einfluss auf die Entscheidung der Jury. Der Goedecke Forschungspreis gehörte zu den am höchsten dotierten wissenschaftlichen Einzelpreisen Europas. Er wurde traditionell aus der Hand des Rektors der Universität Freiburg im Breisgau im Rahmen eines Festaktes im sogenannten Historischen Kaufhaus zu Freiburg i. Br. verliehen.
Mit der Fusion der Konzerne Pfizer und Warner-Lambert im Jahre 2000 wurde der Forschungspreis ab dem Jahr 2002 in Pfizer Forschungspreis für Nachwuchswissenschaftlerinnen und Nachwuchswissenschaftler der Universität Freiburg umbenannt. Er war mit 7.500 Euro dotiert. Im Jahr 2009 wurde der Preis letztmals vergeben.
Von 2005 bis 2009 wurde zusätzlich der mit 8.000 Euro dotierte Deutsche Pfizer Forschungspreis für Medizin der Universität Freiburg vergeben.

## Preisträger

### Goedecke-Forschungspreis
- 1967: Wolfgang Engel, Ulf Fischer, Werner Reutter, Peter Sorger.[2]
- 1968: Hans-Peter Buscher, Josef Feit, Christoph F. Förster, Jürgen Grönewald, Peter-Frank Röseler.
- 1969: Eberhard Ebner, Gerand Isele, Heinrich Sandermann, Hans Schreiber.
- 1970: Rudolf Cuhlmann, Rudolf Düren, Raymund L. Hennekes, Erwin Hultsch, Heinz Nolzen, Horst Dietmar Tauschel.
- 1971: Lothar Knothe, Herbert Schott, Michael Sladek, Rolf Voges, Dieter Wolf.
- 1972: Ernst Günter Afting, Klaas Bergmann, Hans Otto Fürste, Hans-Peter Helfrich,[3] Roland Rosenfelder, Anton Heinz Sutor.
- 1973: Reiner Altherr, Jürgen Ebel, Michael Hennerici, Helmut Müller, Jürgen Neeff, Ulrich Wais, Harald Zimmermann.
- 1974: Heinrich Betz, Alfred Böcking, Wolfram Gronski, Ernst Hildebrand, Hubert Sauter,[4] Wolfgang Tzschupke, Jörg-Ulrich Weidner.
- 1975: Fritz Bosch, Heinrich Knauf, Peter Koidl, Ralf Lübke, Helmut Rieder,[5] Martin Rössle, Ulrich Wais.
- 1976: Christian Bauer, Jörg-Thomas Epplen, Jürgen Horst, Friedrich Kluge, Fritz Kreuzaler, Werner Fr. Kuhs, Katharina Nübler-Jung, Helmut Schleicher, Rainer Springhorn, Walter Sudhaus.
- 1977: Ulrich Bayer, Renato Grez Zanelli, Wolfgang Karl, Peter Stoeter, Thuy-Anh Tran-Thi.
- 1978: Walter Fritz, Gerd Scherer, Gerhard Strecker,[3] Klaus-Peter Schwierz,[3] Konrad Maier, Lothar Kanz,[6] Bernd Andlauer.
- 1979: Reinhard Schwesinger, Bernd Tieke, Hans Essmann, Karl Keilen, Wilfried Endlicher, Wilfried Nübler, Ulrich Förstermann, Werner A. Kaiser.[7]
- 1980: Monika Lusky, Rolf Müller,[3] Ulrich Müller-Funk,[8] Matthias Müller, Heinz-Jürgen Rüdiger, Christof Wetterich.
- 1981: Willhart Knepel, Ulrich Müller, Felix Richter, Manfred Schmidt, Jürgen Schade, Ingrid Stober.[9]
- 1982: Martin Antoni, Berthold Maier,[3] Peter Friedrich Moesta, Bernhard Stephan Scheuble, Peter Frank Wieacker.
- 1983: Günter Kratt, Wolfgang Raisch, Uwe Sturm, Sebastian Fiechter, Karl-Heinz Lehnert, Andreas Clad, Thomas Gasser.
- 1984: Anselm Kratochwil,[10] Peter Koepke,[3] Tilo Andus, Michael Luft, Silke Wah, Wolf-Bernhard Offensperger, Hans-Christian Öttinger, Götz Martin Richter.[11]
- 1985: Hermann Foster, Christian Bolko Steinkamp, Gaby Zollinger, Andreas Eisenmann, Renate Gessert.
- 1986: Ulrich Kutschera[12], Michael Wohlfahrt,[3] Klaus-Peter Platz, Axel Polack, Stephan Rapp, Ulrich Landgraf.
- 1987: Michael Schmittel, Hans Mehlin, Friedhelm Künzel, Ernst-Maria App, Michael Boshart, Gabriele Pohlig.
- 1988: Karin Schnetz, Dirk Böcker, Martin Falk, Rosa Adelinde Fehrenbach, Werner Platzner.
- 1989: Wolf-Dieter Fessner, Karl-Ludwig Gerecke, Rainer Zühlke, Norbert Besdziek,[3] Dietmar Berger, Klaus Busam, Jürgen Thomas Regenold.
- 1990: Peter Michael Nick, Ulrich Lange,[3] Robert Christian Johna, Adelheid Mayer, Peter Biller.
- 1991: Rolf Pinkos, Franz-Josef Lückge, Andreas Danilewsky, Christian Gerloff, Daniela Hornung, Hubert Hotz (Charité),[13] Karl Winkler.
- 1992: Holger Flaig, Sven Schuirer,[3] Axel Roers, Bernward Saurbier, Stephan Wimmenauer, Thomas Baumert.
- 1993: Daniel Heinecke, Thomas Waldenspuhl, Pedro Angelo Almeida Abreu, Markus Grewe, Markus Meyer.
- 1994: Klaus Harter, Alfred Schmidt,[3] Monika Armbruster, Sabine Bahn, Daniel Rost, Yehia Yousif,[14] Michael Kraus.
- 1995: Matthias Gerst, Hans-Peter Kahle, Peter Dold, Anna Katharina Kurz, Hansjürgen Agostini.
- 1996: Tim Kunkel, Dietmar Petroll,[3] Sylvia Bertram, Birgit Knöchel, Christiane Langer, Johannes Lutterbach, Thomas Thurn-Albrecht.
- 1997: Kai Borgwarth, Heiner Schanz, Matthias Laasch, Verena Herzog, Christina Thürl.
- 1998: Christoph Poppe, Ulrich Keller,[3] Thomas Auhuber, Alexander Drakew, Matthias Feucht, Lars Siegfried Maier,[15] Helmut Schiessel.
- 1999: Karl Ulrich Wendt, Arthur Gessler,[16] Michael Montenari, Ewald Hollerbach, Susanne Mende, Markus Munder.[17]
- 2000: Boris Görke, Bernd Amann,[3] Alexander Aulehla, Nicola Knoblauch, Benno Wölk, Marco Verzocchi.
- 2001: Alexander Sunder, Dietmar Stoian, Silvia Lazar, Helge Amthor, Udo Kraushaar,[18] Shaotang Ren.
- 2002: Maike Gallwitz, Lars Diening,[3] Juliane Schmidt-Mende, Hartwig Spors, Zhao, Norbert Scherer.

### Pfizer Forschungspreis für Nachwuchswissenschaftlerinnen und Nachwuchswissenschaftler der Universität Freiburg
- 2003: Matthias Wesenberg[3]
- 2004: Lukas Bossaller, Anne Jürgens, Felix Kaul, Carsten Mehring, Arno Tuchbreiter, Markus Walther[19]
- 2005: Daniel Steinmann[20]
- 2006: Immanuel Halupczok[3]
- 2007: Lars Meier[21]
- 2008: Christine Peinelt, Eva-Maria Schopp,[3] Daniel Urban und Markus Hören[22]
- 2009: Alexis Hofherr, Stephan Kutik, Felicitas Lewrick[1][23]

### Deutscher Pfizer Forschungspreis für Medizin der Universität Freiburg
- 2005: Marco Prinz[20]
- 2006:
- 2007:
- 2008:
- 2009: Thomas Thum[1][23]